# Kickin' It
Kickin' It is een Amerikaanse komische televisieserie over een groep vrienden die samen op karate zitten. De reeks werd in de Verenigde Staten uitgezonden op Disney XD van 13 juni 2011 tot en met 25 maart 2015 en herhaald tot in 2017. In Nederland wordt de serie uitgezonden op Disney XD sinds najaar 2011 en sinds zomer 2014 ook op Disney Channel.
In Vlaanderen werd de serie uitgezonden van juni 2014 tot begin 2018 op Disney Channel.

## Verhaal
De karate-dojo van Rudy (Jason Earles) is de slechtst presterende dojo in de Bobby Wasabi Martial Arts Academy. Om het tij te keren wordt Jack (Leo Howard) bereid gevonden om de drie andere leden van de dojo, Milton (Dylan Riley Snyder), Jerry (Mateo Arias) en Eddie (Alex Christian Jones), beter in karate te laten worden. Later sluit Kim (Olivia Holt) zich nog bij hen aan. Ze leven volgens de Wasabi-code.

## Personages
Hoofdpersonen
- Jack Brewer (Leo Howard): Jack is de "new kid in town". Hij is een ervaren skateboarder en vechtsporter. Hij heeft karate geleerd van zijn grootvader, die ook Bobby Wasabi heeft getraind voor al zijn films. Hij is trouw aan zijn vrienden en inspireert hen om het beste uit zichzelf te halen. Hij is de beste leerling die aan de dojo van sensei Rudy traint. De concurrerende dojo, The Black Dragons, hebben Jack ook, zonder succes, geprobeerd over te halen om zich bij hen aan te sluiten. Teo Briones vertolkte de jonge versie van Jack.
- Milton Krupnick (Dylan Riley Snyder): Een buitengewone leerling die zich verbonden heeft aan de dojo omdat hij wil zich kunnen verdedigen tegen de pestkoppen die hem pesten omdat hij op hoornles zit. Hij is, vreemd genoeg, niet op de hoogte van zijn eigen tekortkomingen en vertrouwt personen minder snel. In de latere afleveringen krijgt hij een vriendin, Julie genaamd.
- Jerry Martinez (Mateo Arias): Jerry kan vloeiend Spaans spreken. Hij heeft soms willekeurige uitbarstingen, vooral als gek. Hij wil eruitzien als een stoere bad-boy, maar is trouw en serieus als het gaat om vriendschappen. Hij heeft ook een serieuze kant. Jerry vindt zichzelf erg charmant en knap en probeert te flirten met elk meisje op school.
- Kim Crawford (Olivia Holt): Kim is het enige meisje in de dojo en heeft een zwarte band in karate. Eerst deed ze aan karate bij The Black Dragons, maar in de eerste aflevering stapte ze over naar de dojo van sensei Rudy.
- Eddie Jones (Alex Christian Jones): Eddie heeft zich aangemeld bij de Bobby Wasabi school, omdat hij anders van zijn moeder op dansen moet. Hij doet graag alles perfect.
- Rudy Gillespie (Jason Earles): Sensei Rudy is de baas van de karateschool Bobby Wasabi. Rudy is een grote fan van Bobby Wasabi. Nadat Rudy door een blessure niet meer actief aan karate kon doen, had hij met al zijn geld de karateschool gekocht.

Overige personages
- Marge (Loni Love): Lunch juffrouw van de Seaford High School.
- Lonnie (Peter Oldring): De eigenaar van Reptile World.
- Bobby Wasabi (Joel McCrary): Een internationaal filmster en eigenaar van de Bobby Wasabi keten.
- Phil (Dan Ahdoot): Eigenaar van Falafel Phil's.
- Joan (Brooke Dillman): De beveiligingsbeambte van het winkelcentrum waar de dojo in gevestigd is.
- Mr. Squires (Clinton Jackson): Seaford High School's hoofdmeester.
- Sensei Ty (Ian Reed Kesler): De sensei van The Black Dragon's.
- Frank (Wayne Dalglish): Een leerling aan de Seaford High School en aangesloten bij The Black Dragons.
- Julie (Hannah Leigh): Miltons vriendin. Ze is de nicht van sensei Ty.
- Randy (Evan Hofer): Een leerling aan de Seaford High School en een begenadigd skater.

## Nederlandse stemmen
- Jack: Enzo Coenen
- Rudy: Jop Joris
- Milton: Lukas Sprengers
- Jerry: Martijn van Voskuijlen
- Eddie: Jorryt de Jong
- Kim: Roos van der Waerden

## Afleveringen
| Seizoen 1 (2011/2012) | Seizoen 1 (2011/2012) | Seizoen 1 (2011/2012) |
| --- | --- | --- |
| - 1. Wasabi Warriors - 2. Fat Chance - 3. Dummy Dancing - 4. Dojo Day Afternoon - 5. Swords and Magic - 6. Road to Wasabi - 7. All the Wrong Moves                        | - 8. Ricky Weaver - 9. Wax on, Wax off - 10. The Commercial - 11. Kung Fu Cop - 12. Boo Gi Nights - 13. The Clash of the Titans - 14. Badge of Honor                                   | - 15. The Great Escape - 16. Dude, Where's My Sword? - 17. Breaking Board - 18. Reality Fights - 19. Kickin' It in China - 20. The Wrath of Swan - 21. Rowdy Rudy          |
| Seizoen 2 (2012) | | |
| - 1. Rock 'Em Sock 'Em Rudy - 2. My Left Foot - 3. We Are Family - 4. Eddie Cries Uncle - 5. Skate Rat - 6. Capture The Flag - 7. It Takes Two To Tangle - 8. Buddyguards | - 9. Dojo Day Care - 10. Indiana Eddie - 11. Kim Of Kong - 12. Kickin' It Old School - 13. The Chosen One - 14. Hit The Road Jack - 15. A Slip Down Memory Lane - 16. Wedding Crashers | - 17. Wazombie Warriors - 18. Sole Brothers - 19. All The President's Friends - 20. New Jack City - 21. Karate Games - 22. Kickin' It On Our Own - 23. Oh, Christmas Nuts! |
| Seizoen 3 (2013) | | |
| - 1. Spyfall - 2. Dueling Dojos - 3. Glove Hurts - 4. Sub Sinker - 5. Meet the McKrupnicks - 6. Witness Protection - 7. Jack Stands Alone - 8. Two Dates and a Funeral    | - 9. Win, Lose or Ty - 10. Sensei and Sensibility - 11. Gabby's Gold - 12. The New Girl - 13. Fawlty Temple - 14. Seaford we have a Problem - 15. Temple of Doom - 16. Mama Mima       | - 17. Home Alone in School - 18. School of Jack - 19. Queen of Karts - 20. How Bobby Got His Groove Back - 21. Return of Spyfall - 22. Wasabi Forever                      |
| Seizoen 4 (2014) | | |
| - 1. The Boys are Back in Town - 2. The Gold Diggers - 3. From Zeroes to Heroes - 4. The Stang - 5. Nerd With a Cape - 6. RV There Yet                                    | - 7. Invasion of the Ghost Pirates - 8. The Amazing Krupnick - 9. Battle of Seaford Hill - 10. Fight at the Museum - 11. Tightroping the Shark - 12. Full Metal Jack                   | - 13. Martinez & Malone: Mall Cops - 14. Seaford Hustle - 15. Kickin It in the Office - 16. Bringing Down The House - 17. You Don't Know Jack - 18. The Grandmaster        |